# John B. Weller

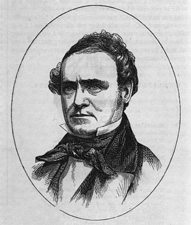
John B. Weller

John B. Weller (* 22. Februar 1812 in Montgomery, Ohio; † 17. August 1875 in New Orleans, Louisiana) war ein amerikanischer Politiker und der fünfte Gouverneur von Kalifornien. Er vertrat diesen Bundesstaat außerdem in beiden Kammern des Kongresses und war Botschafter der Vereinigten Staaten in Mexiko.

## Frühe Jahre
Weller wuchs in Ohio auf, durchlief die Grundschule und studierte Jura an der Miami University in Oxford. Nach dem Studium wurde er als Anwalt zugelassen. Zwischen 1833 und 1838 war er Bezirksstaatsanwalt im Butler County.

## Politische Laufbahn
1838 wurde er als Kandidat der Demokratischen Partei für Ohio in das Repräsentantenhaus der Vereinigten Staaten gewählt, dem er dann bis zum 3. März 1845 in drei Legislaturperioden angehörte. Im Jahr 1844 verzichtete er auf eine erneute Kandidatur. Anschließend diente er im Mexikanisch-Amerikanischen Krieg. 1848 kandidierte er vergeblich für das Amt des Gouverneurs von Ohio. Im folgenden Jahr wurde er Mitglied der Kommission, die die neue Staatsgrenze zwischen Mexiko und Kalifornien festlegte. Weller nutzte diese Gelegenheit, um seinen Wohnsitz nach Kalifornien zu verlegen, um dort politisch aktiv zu werden. Zwischen 1852 und 1857 vertrat er den Staat im US-Senat in Washington. Dort war er Vorsitzender des Ausschusses für militärische Angelegenheiten.
Im Jahr 1856 wurde er nicht wiedergewählt. Daher musste Wells sein Mandat im Kongress am 3. März 1857 aufgeben. Danach wurde er zum Gouverneur von Kalifornien gewählt und amtierte von 1858 bis 1860. Nach seinem Ausscheiden aus diesem Amt wurde er 1860 für kurze Zeit als Botschafter nach Mexiko entsandt, aber bereits 1861 wieder abberufen. 1867 zog Weller nach New Orleans und ließ sich dort als Anwalt nieder. Dort starb er am 17. August 1875.